# Footballeur moldave de l'année
Le titre du Footballeur moldave de l'année est remis chaque année au meilleur footballeur moldave par la Fédération moldave de football.

## Gagnants
| Année | Joueur             | Club(s)                                |
| ----- | ------------------ | -------------------------------------- |
| 1992  | Alexandru Spiridon | FC Zimbru Chișinău                     |
| 1993  | Alexandru Curtianu | FC Zimbru Chișinău                     |
| 1994  | Serghei Cleșcenco  | FC Zimbru Chișinău                     |
| 1995  | Ion Testemițanu    | FC Zimbru Chișinău                     |
| 1996  | Serghei Rogaciov   | FC Olimpia Bălți                       |
| 1997  | Ion Testemițanu    | FC Zimbru Chișinău                     |
| 1998  | Alexandru Curtianu | Zénith Saint-Pétersbourg               |
| 1999  | Sergiu Epureanu    | FC Zimbru Chișinău                     |
| 2000  | Serghei Cleșcenco  | Maccabi Haïfa                          |
| 2001  | Serghei Rogaciov   | Saturn Ramenskoïe                      |
| 2002  | Boris Cebotari     | FC Zimbru Chișinău                     |
| 2003  | Serghei Covalciuc  | Karpaty Lviv                           |
| 2004  | Serghei Covalciuc  | Karpaty Lviv                           |
| 2005  | Serghei Covalciuc  | FK Spartak Moscou                      |
| 2006  | Radu Rebeja        | FK Moscou                              |
| 2007  | Alexandru Epureanu | FK Moscou                              |
| 2008  | Vitalie Bordian    | Metalist Kharkiv                       |
| 2009  | Alexandru Epureanu | FC Dynamo Moscou                       |
| 2010  | Alexandru Epureanu | FC Dynamo Moscou                       |
| 2011  | Alexandru Suvorov  | Cracovia                               |
| 2012  | Alexandru Epureanu | FC Dynamo Moscou Krylia Sovetov Samara |
| 2013  | Alexandru Gațcan   | FK Rostov                              |
| 2014  | Artur Ioniță       | Hellas Vérone                          |
| 2015  | Alexandru Gațcan   | FK Rostov                              |
| 2016  | Alexandru Gațcan   | FK Rostov                              |
| 2017  | Alexandru Gațcan   | FK Rostov                              |

## Autres trophées

### Entraîneur de l'année
| Année | Joueur             | Club(s)                            |
| ----- | ------------------ | ---------------------------------- |
| 2001  | Alexandru Spiridon | Moldavie Espoirs                   |
| 2004  | Alexandr Mațiura   | FC Nistru Otaci                    |
| 2005  | Boris Tropaneț     | Moldavie Espoirs                   |
| 2006  | Emil Caras         | FC Dacia Chișinău                  |
| 2007  | Igor Dobrovolski   | Moldavie                           |
| 2008  | Vlad Goian         | FC Iskra-Stal Rîbnița Moldavie -19 |
| 2009  | Leonid Kuchuk      | FC Sheriff Tiraspol                |
| 2010  | Vlad Goian         | FC Iskra-Stal Rîbnița              |
| 2011  | Igor Dobrovolski   | FC Dacia Chișinău                  |
| 2012  | Vlad Goian         | FC Tiraspol                        |
| 2013  | Ion Caras          | Moldavie                           |
| 2014  | Lilian Popescu     | FC Veris Chișinău                  |
| 2015  | Iurie Osipenco     | FC Milsami Orhei                   |
| 2016  | Adrian Sosnovschi  | FC Milsami Orhei                   |

### Meilleur gardien
| Année | Joueur           | Club(s)             |
| ----- | ---------------- | ------------------- |
| 2001  | Denis Romanenco  | FC Zimbru Chișinău  |
| 2004  | Sebastian Huțan  | FC Sheriff Tiraspol |
| 2005  | Serghei Pașcenco | FC Sheriff Tiraspol |
| 2007  | Nicolae Calancea | FC Zimbru Chișinău  |